# Aiphanes ulei
Espèce
Synonymes
- Aiphanes schultzeana Burret[1]
- Martinezia ulei Dammer[1]

Statut de conservation UICN

 LC  : Préoccupation mineure
Aiphanes ulei est une espèce de plantes de la famille des Arecaceae.

## Publication originale
- Notizblatt des Botanischen Gartens und Museums zu Berlin-Dahlem 11(107): 568. 1932. (15 Dec 1932)